# Hinko von Lüttwitz
Pour les articles homonymes, voir Lüttwitz.
Hinko Ernst Julius Ferdinand Balthasar Friedrich baron von Lüttwitz (né le 20 octobre 1855 au pavillon de chasse de Bodland, arrondissement de Rosenberg-en-Haute-Silésie et mort le 16 juin 1928 à Gorkau) est un général d'infanterie prussien.

## Biographie

### Origine et famille
Il est le fils d'Ernst baron von Lüttwitz (1823-1892) et de son épouse Cécile, née comtesse Strachwitz von Groß-Zauche und Camminetz (1835-1910). Son père est un capitaine prussien, chef forestier et capitaine de digue. Walther von Lüttwitz, qui devient plus tarde général d'infanterie et considérablement impliqué dans le putsch de Kapp, est son frère cadet. Il est marié depuis le 14 mai 1890 avec Irma Diestel (1868-1956), avec qui il a deux filles et deux fils.

### Carrière militaire
Issu du corps des cadets, Lüttwitz est transféré le 19 avril 1873 comme sous-lieutenant au 11e régiment de grenadiers de l'armée prussienne à Breslau. Il est brièvement en juin/juillet 1875 au 6e bataillon des pionniers de Silésie et à partir du 1er octobre 1876 pour un an jusqu'au 6e bataillon de chasseurs à pied (de). Du 1er octobre 1879 au 30 septembre 1881, Lüttwitz est adjudant du 1er bataillon du 11e régiment de Landwehr. Après son retour dans son régiment d'origine, il est promu premier lieutenant le 30 septembre 1882 et promu capitaine et chef de la 5e compagnie le 22 mars 1889. En 1893 et 1895, il participe aux tournées de formation de l'état-major général du 6e corps d'armée. Le 20 mai 1896, il est affecté comme adjudant au commandement général du 11e corps d'armée et le 30 mai 1896, Lüttwitz est transféré au 83e régiment d'infanterie avec promotion simultanée au grade de major et maintien dans son commandement. Le 3 juillet 1899, il est transféré à Cobourg, où Lüttwitz prend le commandement du 3e bataillon du 95e régiment d'infanterie (de). Le 19 juin 1902, il est transféré à Posen à l'état-major du 6e régiment de grenadiers, avec promotion au grade de lieutenant-colonel. À ce poste, il est promu colonel le 15 septembre 1905 et le 19 novembre 1905, Lüttwitz est nommé commandant du 53e régiment d'infanterie à Cologne. Le 20 décembre 1909, il remet ce régiment à son successeur, le colonel Paul Reichenau, et est nommé commandant de la 33e brigade d'infanterie à Altona, avec promotion au grade de général de division. Le 22 avril 1912, Lüttwitz est promu lieutenant général et commandant de la 18e division d'infanterie à Flensbourg. En approbation de sa demande de démission, il est mis à disposition le 30 décembre 1913 avec la pension légale.
Avec le déclenchement de la Première Guerre mondiale, Lüttwitz est réaffecté comme officier et commande jusqu'au 29 novembre 1914 la 12e division de la réserve. Dans la suite de la guerre, il commande diverses grandes unités, dont la plus récente est la 203e division d'infanterie sur le front de l'Est, du 25 octobre 1916 au 30 septembre 1917. En tant que général d'infanterie (retraité), il est décoré de l'Ordre de la Couronne de première classe avec épées en novembre 1917.